# Anální hygiena

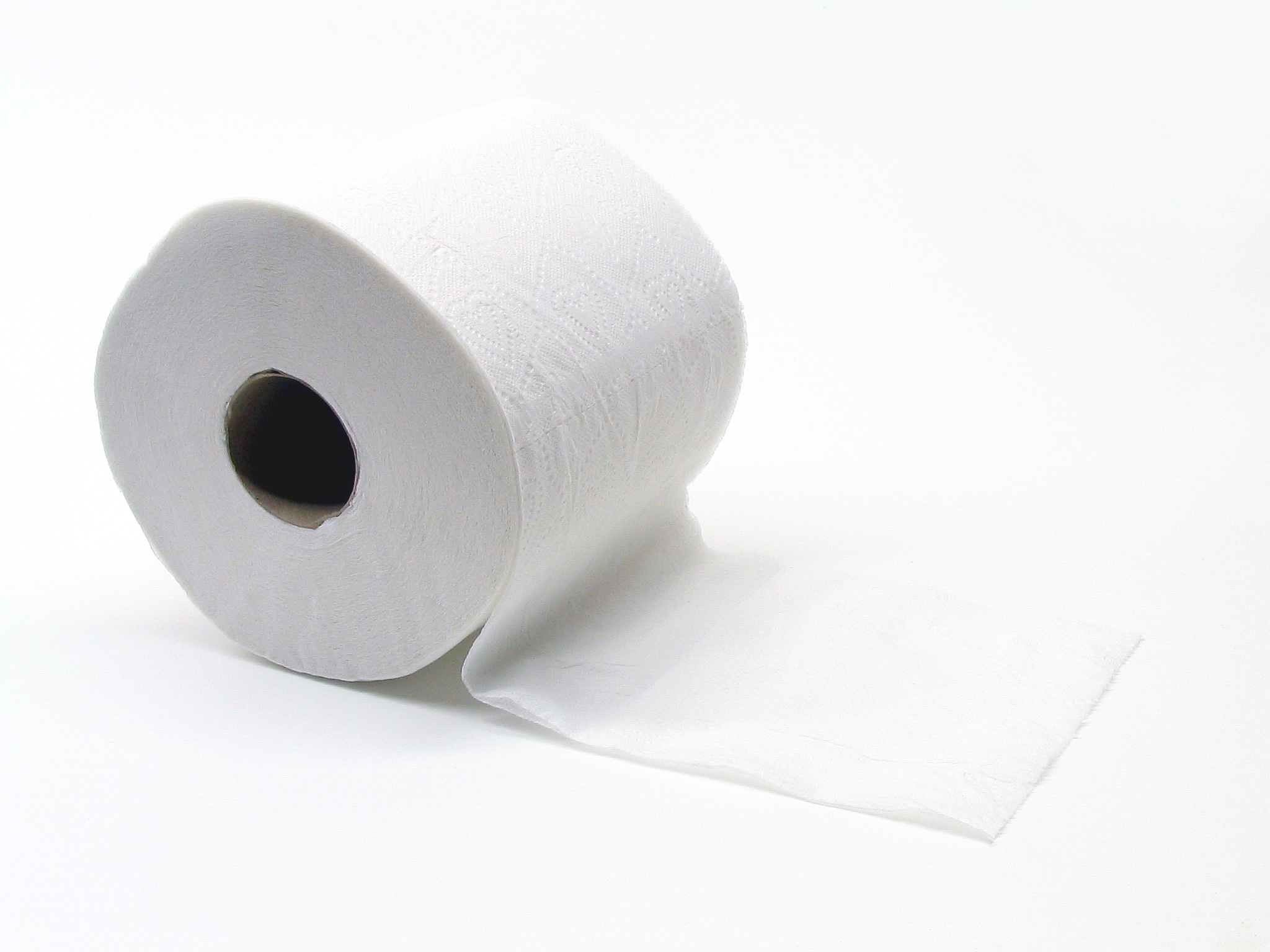
Toaletní papír

Čištění zadnice, zadku, řiti, konečníku po defekaci, vyprázdnění, je důležitá hygienická aktivita v oblasti konečníku a hýždí.
Nejčastěji se čistí zadnice otíráním toaletním papírem či omýváním vodou. Způsob čištění zadnice je kulturně podmíněný. V některých kulturách se užívá textilní látka, písek, listy rostlin, větvičky, kukuřice nebo dřevo. Tradiční hinduistické komunity a většina muslimských komunit používá k tomuto účelu vlastní levou ruku (pravá slouží k manipulaci s potravou a k pozdravení). Ve středověké Evropě se za tímto účelem používaly mechy a lišejníky, s nimiž se za tímto účelem ve městech čile obchodovalo. Malým dětem do 4. roku věku po vykonání potřeby utírá zadnici někdo jiný, zpravidla starší, dospělý, nejčastěji rodič.
Zvláštním případem tohoto čištění je vnitřně aplikovaný klystýr.

## Toaletní papír
Používání toaletního papíru přišlo z Číny, kde je doloženo jeho užití od 6. století n. l. a jeho rozšíření ve 13. století. Ještě v 19. století byl v Evropě k používání toaletního papíru odpor s poukazem na možné zdravotní komplikace. Současné toaletní papíry mají různé vzory, barvy, vůně a různý počet vrstev. V dobách nouze byl a je užíván i novinový papír, který ale může ucpat záchodové mísy.

## Voda
Čištění zadnice vodou se provádí jednak umytím teplou nebo vlažnou vodou jako jiné části těla, a jednak nad proudící vodou nad bidetem. Mezi země, kde je bidet užíván jako častý způsob čištění, patří Španělsko, Itálie, Řecko nebo Francie. V některých zemích se užívá spolu s toaletním papírem, v Japonsku naopak bez něho. Ve skromnějších podmínkách se užívá sprcha spojená s toaletou (také zřídka muslimská sprcha) nebo sprcha s teplou vodou spojená s umyvadlem (v Evropě častější).

## Problémy s čištěním zadnice
Možné problémy jsou:
- nedokonalé očištění, následný přenos zašpinění na (spodní) prádlo a zapaření – tento problém se mj. projevuje tak, že na spodním prádle (zejména bílém), vznikají typické obrazce, připomínající koleje
- zanícení kůže okolí konečníku
- bolest způsobená hemoroidy někdy spojená s krvácením
- podobně pálivé zapaření způsobené především nošením neprodyšných obleků, zvláště v parných dnech

## Kulturní rozdíly
V západní kultuře a na dálném východě je používán v drtivé většině toaletní papír, případně bidet. V některých původních indiánských kulturách se vyskytují různé zvyky vzhledem k přírodním podmínkám. Očistu chápanou daleko šířeji nařizoval i Starý zákon. Nový zákon už žádná ustanovení tohoto typu nemá a nespojuje čistotu duše s hygienickým předpisy.
Například islámská víra má celý kodex Qadaahul Haajah, který se čistotou zabývá a je kombinací citací z Koránu a Hadísů. Podle tohoto kodexu musí muslim:
- zvolat „Ve jménu Alláha, Alláhu, žádám tě, zbav mě všeho zlého a hříšného!“,
- vstoupit na toaletu nejprve levou nohou,
- nebrat na toaletu Korán ani jakoukoli posvátnou věc,
- nesmí se při defekaci obrátit zády k Mekce,
- defekaci nesmí vykonávat stojící, ležící nebo nahý,
- svléknout oblečení může jen, když je zadnice těsně nad zemí,
- kálející nesmí pozorovat své pohlavní orgány nebo vyšlou stolici,
- nesmí při defekaci plivat, smrkat, dívat se sem a tam, dívat se k nebi nebo se dotýkat těla,
- čištění zadnice se provádí levou rukou a vodou, papírem nebo pískem
- správný postup je nejprve 3× protřít zadnici toaletním papírem zepředu dozadu a zpět (v zimě pak opačně), užívají se dva, maximálně 3 prsty podle přesně daného postupu (směr a tlak),
- při odchodu by měl muslim říct „děkuji Alláhu, že jsi mě zbavil nečistoty a dal mi úlevu“,

Pro vyznavače judaismu existují také nařízení a modlitby spojené s defekací, například modlitba „Ašer jacar“.

V některých severských zemích jako je Norsko nebo Švédsko existují koupelny se dvěma neoddělenými toaletami pro manžele, kteří vykonávají potřebu a očistu společně. Na dálném východě, např. v Tibetu, je zvykem hromadná návštěva toalet, ve skupince minimálně po třech. V některých afrických zemích chodí lidé do buše či na pláž, kde si s fekáliemi a čištěním zadnice poradí vlny moře nebo teplý písek.

## Odkaz v literatuře
O anální hygieně se satiricky zmiňuje François Rabelais ve svém románu Gargantua a Pantagruel. Gargantua se svým otcem Grandgousierem vedou rozhovor, ve kterém porovnávají účinnost a příjemnost různých hygienických pomůcek, především absurdních: "Vytíral jsem si ji potom čepicí, polštářkem, trepkou, brašnou, košíkem; ale hrom do toho, to byl mizerný prostředek! Potom kloboukem; a víte, že některé klobouky jsou hladké, jiné chlupaté, jiné zase sametové, jiné dykytové a opět jiné atlasové. Nejlepší ze všech je chlupatý, neboť je znamenitým utěradlem výkalů. Potom jsem si ji vytíral slepcicí, kohoutem, kuřetem, teletinou, zaječím kožíškem, holubem, kormoránem, advokátskou mošnou, mnišskou kapucí, čepcem, vábidlem. Ale konec konců pravím a trvám na tom, že není lepšího prostředku nad house, hezky obrostlé hebkým prachem, jen když mu můžeme podržet hlavu mezi nohama. A věřte mi to, na mou čest. Neboť pocítíte na díře báječnou rozkoš způsobenou jednak hebkostí prachu, jednak příjemným teplem housete, jež se snadno přenese na konečník a ostatní střeva, až stoupne k samému srdci a mozku."

## Sexuální anální praktiky
S narůstající oblibou análního sexu se užívá častěji v domácnostech i výplachů nebo klystýrů, a to nejen z hygienických důvodů. Pokud je předmětem sexuálního vzrušení muže ženský klystýr, jedná se zpravidla o fetišistickou úchylku, v pornoprůmyslu se užívá označení clinic sex. Některé páry nebo skupiny provádějí sexuální techniku zvanou anilingus (sexuální ukájení jazykem v anální oblasti).